# Повилика

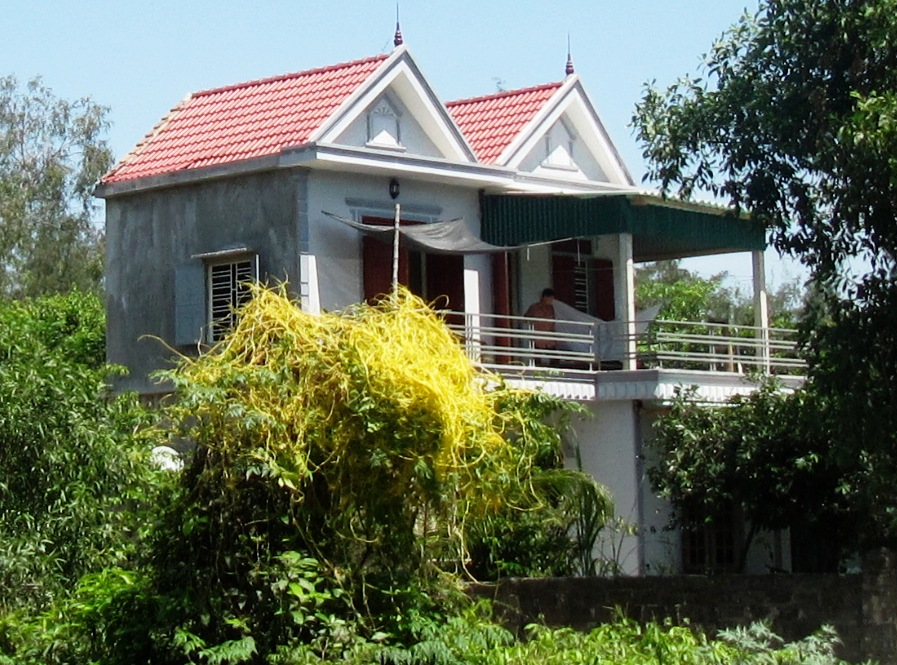

Повили́ка (лат. Cūscuta) — род паразитических растений семейства Вьюнковые, все виды которого отнесены к категории карантинных сорняков.
В ранних классификациях семейство Повиликовые (Cuscutaceae) выделялось как самостоятельное и монотипное, состоящее из одного рода — Повилика. Более поздние генетические исследования показали, что правильнее относить этот род к трибе Повиликовые семейства Вьюнковые. По современной классификации APG IV род включается в семейство Вьюнковые без разделения на трибы.

## Описание
Повилика не имеет корней и листьев. Стебель нитевидный или шнуровидный, желтоватый, зеленовато-жёлтый или красноватый. Повилика обвивается вокруг растения-хозяина, внедряет в его ткань «присоски» (гаустории) и питается его соками. Недавние исследования показали, что повилика способна улавливать запах растений и таким образом находить жертву.
Цветки — мелкие (2—7 мм), бывают белого, розового, зелёного цвета. Собраны в шаровидные соцветия.
Плод — коробочка с четырьмя (редко с двумя или одним) семенами. Семена — округлой неправильной формы, с двумя плоскими сторонами. Поверхность семян шершавая, губчатая. Зародыш у повилик спирально согнутый, нитевидный, без семядолей и корешка. Незрелые семена прорастают быстрее, чем зрелые. Семена сохраняют всхожесть в почве в течение 8—10 лет и не теряют её при прохождении через пищеварительный тракт животных.
В. И. Даль в Толковом словаре живого великорусского языка даёт такое толкование слову (орфография сохранена): Повилик(ц)а, повитель, растенье Cuscuta, привитница, войлочная-трава, сорочья-пряжа, -лён, берёзка, крапивная-малина.

## Распространение
Описаны более двухсот видов повилик. В бывшем СССР — 36 (в Казахстане — 19). Распространены широко.
Паразитирует на сорняках, кормовых травах, овощных и бахчевых культурах, картофеле, льне, джуте, кенафе, деревьях и кустарниках. Нарушая обмен веществ у растений, сильно ослабляет их, задерживает рост и развитие, нередко вызывает гибель.

## Значение
Повилика — сорняк, отнесённый к карантинным объектам. Снижает урожай растений и качество продукции. Скошенные на сено травы, заражённые повиликой, плесневеют, при скармливании животным вызывают заболевания. Повилика является также переносчиком вирусных болезней растений.
С повиликой борются строгим карантином растений, ведением системы севооборотов, применением средств защиты растений, тщательной очисткой посевного материала.
Растения, поражённые повиликой, как правило, уничтожаются.

## В фольклоре
Из-за своих свойств сорняка, уничтожающего другие растения, повилика в народной поэзии олицетворяет виновника разлада в межличностных отношениях:

Не свивайся, не свивайся трава с повилицей!

Не свыкайся, не свыкайся молодец с девицей!

Хорошо было свыкаться, тошно расставаться!

## Классификация

### Таксономия
Cuscuta  L., 1753, Sp. Pl.: 124
Род Повилика относится к семейству Вьюнковые  (Convolvulaceae) порядка Паслёноцветные (Solanales). Кладограмма в соответствии с Системой APG IV по состоянию на декабрь 2023 года:
|  |                          |  |                                   |                                   |           |  | еще 4 семейства |              |              |                                                             |
|  |                          |  |                                   |                                   |           |  |                 |              |              | 222 подтвержденных вида и 36 видов, ожидающих подтверждения |
|  |                          |  |                                   | порядок Паслёноцветные            |           |  |                 |              | Повилика     |                                                             |
|  |                          |  |                                   | порядок Паслёноцветные            |           |  |                 |              | Повилика     |                                                             |
|  | клада Цветковые растения |  |                                   |                                   | Вьюнковые |  |                 |              |              |                                                             |
|  | клада Цветковые растения |  |                                   |                                   |           |  |                 |              |              |                                                             |
|  |                          |  | ещё 63 порядка цветковых растений | ещё 63 порядка цветковых растений |           |  |                 | еще 58 родов | еще 58 родов |                                                             |
|  |                          |  |                                   | ещё 63 порядка цветковых растений |           |  |                 |              | еще 58 родов |                                                             |

### Виды
Некоторые из них:
- Cuscuta campestris Yunck. — Повилика полевая
- Cuscuta epilinum Weihe — Повилика льняная
- Cuscuta epithymum (L.) L. — Повилика тимьянная
- Cuscuta europaea L. — Повилика европейская
- Cuscuta lehmanniana Bunge — Повилика Лемана
- Cuscuta monogyna Vahl — Повилика одностолбиковая

## Синонимы
- Anthanema Raf.
- Aplostylis Raf.
- Buchingera F.W.Schultz
- Cassutha [ J.Bauh. ]
- Dactylepis Raf.
- Epilinella Pfeiff.
- Epithymum Opiz
- Eronema Raf.
- Grammica Lour.
- Kadula Raf.
- Kadurias Raf.
- Lepimenes Raf.
- Monogynella Des Moul.
- Nemepis Raf.
- Pentake Raf.
- Pfeifferia Buching.